# Emirp
Emirp je v angličtině prvočíslo, které se stane (jiným) prvočíslem, když se jeho číslice zapíší v obráceném pořadí. Označení vzniklo z pozpátku napsaného anglického slova prime, znamenajícího prvočíslo. Na rozdíl od některých jiných jazyků nemá slovo emirp vlastní český ekvivalent (pravděpodobně by zněl olsíčovrp).
Příklady
- 13 a 31
- 17 a 71
- 37 a 73
- 79 a 97
- 107 a 701
- 113 a 311
- 149 a 941
- 157 a 751 [pozn. 1]
- 100003 a 300001